# Heliconius aoede
Heliconius aoede är en fjärilsart som beskrevs av Jacob Hübner 1816. Heliconius aoede ingår i släktet Heliconius och familjen praktfjärilar. Inga underarter finns listade i Catalogue of Life.